# Sur un marché persan

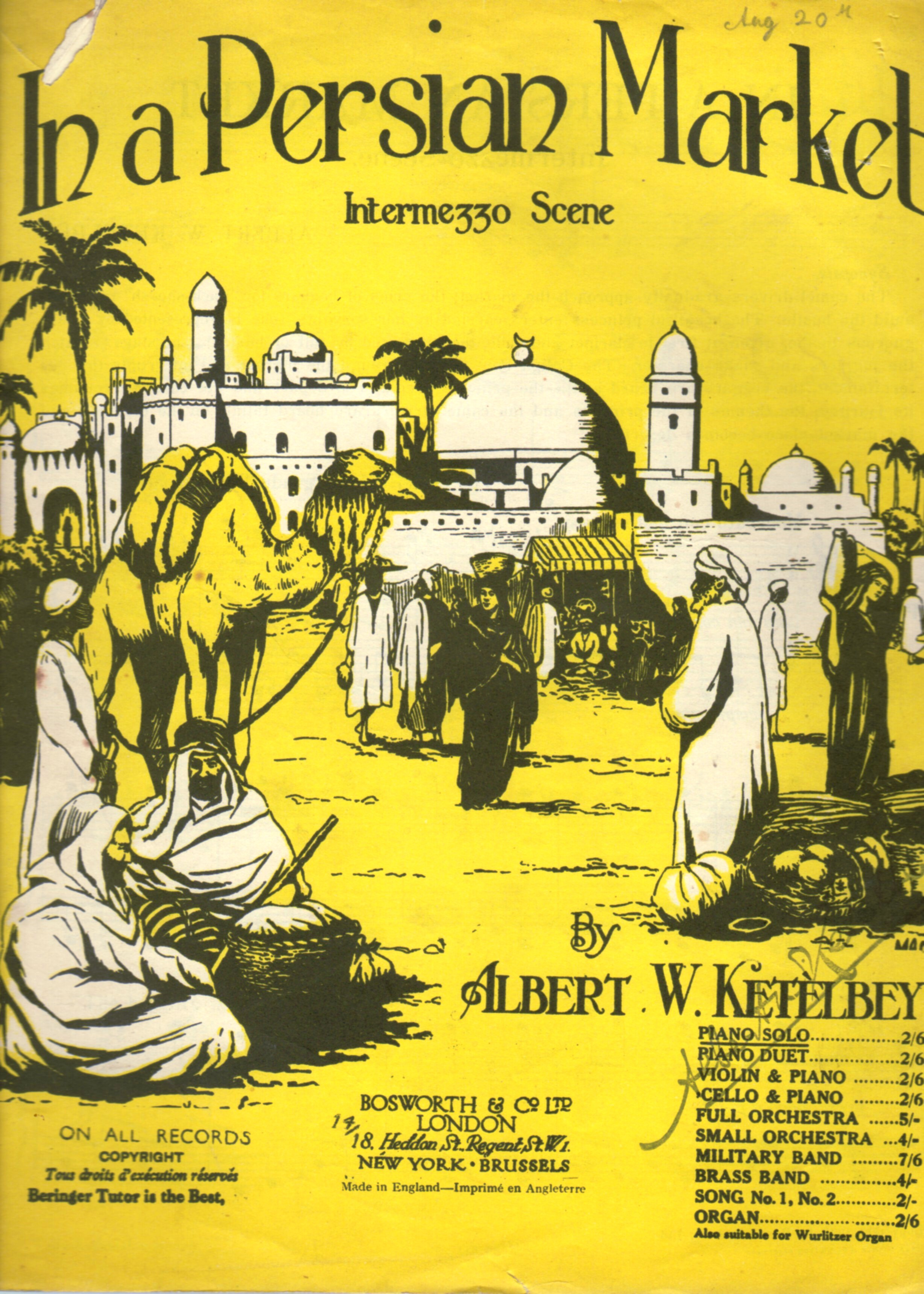
Partition de 'Sur un marché persan', publié par Bosworth&Co

Sur un marché persan (en anglais In a Persian market, en allemand Auf einem persischen Markt) est une pièce orchestrale du compositeur britannique Albert Ketèlbey (1875-1959). Elle a été jouée pour la première fois en 1920.
Cette œuvre (7 minutes environ) évoque la vie foisonnante et exotique d'un marché oriental.
Ainsi, la musique décrit successivement :
- l'entrée des chameliers et la démarche majestueuse de leurs montures,
- le chant des mendiants demandant l'aumône (Bakshish bakshish Allah, empshi empshi),
- le passage de la belle princesse
- un numéro de jongleurs, puis des charmeurs de serpents,
- le passage solennel du Calife visitant le marché,
- de nouveau le chant des mendiants, le départ de la princesse et la caravane des chameliers qui s'éloigne, figurant le marché qui se vide peu à peu au soleil couchant.

## Reprises
- Bande-son de Mickey in Arabia (1932), dessin-animé de Wilfred Jackson.
- Utilisant les thèmes des chameliers et de la princesse, Sammy Davis Jr. chante In a Persian Market (1955) avec un big band de jazz (face B du single The Man With The Golden Arm, Decca – 9-29759 ).
- Le thème  des mendiants, légèrement modifié, a été utilisé pour la musique de la chanson Yellow River (1970) interprétée par le groupe anglais Christie qui fut ensuite reprise en français par Joe Dassin sous le titre L'Amérique.
- Le thème de la princesse a été repris intégralement par Serge Gainsbourg pour sa chanson My Lady Heroïne (1977).
- Passage inclus dans la bande-son de New York Stories (1989), film en trois parties réalisées respectivement par Martin Scorsese, Francis Ford Coppola et Woody Allen.

- Nombreuses adaptations, dont les Comedian Harmonists (Allemagne, entre 1928 et 1935), Wilbur de Paris (1958), Acker Bilk & His Paramount Jazz Band (jazz New Orleans, 1964 en live à Prague) et... André Rieu entre autres.
- Le thème des chameliers est fréquemment utilisé pour illustrer des publicités radio ou télévisées.